# 苗晉卿
苗晉卿（685年—765年），字元輔，上黨壺關人。唐朝玄宗、肃宗、代宗三朝官员，官至侍中（宰相）。

## 生平
祖苗夔，追贈禮部尚書。父苗殆庶，官至絳州龍門縣丞，追赠太子少保。晉卿幼好學，能寫文章，又能詩，王维谓其“时人以为鲍参军、谢吏部为更生云”。早年科舉不順遂。進士擢第，調為修武尉，转奉先，贬徐州司户参军，又授万年尉。
迁侍御史，歷官度支、兵部、吏部三员外郎。開元二十三年（735年），迁吏部郎中。開元二十四年，與吏部郎中孫逖同拜中書舍人。開元二十七年，知吏部選事。二十九年（741年），任吏部侍郎。当时苗晋卿和侍郎宋遥主持官员选拔。天宝二年（743年），李林甫擔任吏部尚書後，政事繁忙，將選事悉委託宋遙、苗晉卿。御史中丞张倚之子张奭到吏部候选。苗晋卿与宋遥因张倚正受玄宗宠信，欲攀附之，遂将张奭列为第一。时人皆知张奭不读书，因此群议沸腾。前蓟县（今北京西南）县令苏孝韫將此事告知安禄山，於是安禄山上奏朝廷。玄宗亲自在花萼楼重試已录取官员，能通过考核者十不及一二，张奭则交白卷。玄宗大怒，贬晋卿为安康郡太守，宋遥为武当郡太守，张倚为淮阳郡太守。一年後晋卿转任魏郡太守，兼河北道采访处置使。后改河东郡太守、河东采访使。徙抚风郡，封高平县男。迁工部尚书、东都留守。召为宪部，兼尚书左丞。
安禄山叛变后，遂出京为陕州刺史、陕虢两州防御使。因固辞老病，由是忤旨，改宪部尚书致仕，長安陷落後，朝中大臣多被俘获，陳希烈、張均等数十人被押往洛阳，接受伪职。晋卿潛遁山谷，得以南逃金州。唐肃宗至凤翔时，下诏令晋卿赶赴行在，即日拜左相。收复两京后，以功封韩国公，食实封五百户，改为侍中。安史之乱平定後，張均因接受偽職，按律處死。房琯請求苗晉卿出面说情，張均得以免死。后以贼寇渐除，屢乞骸骨，优诏许之，罢知政事，为太子太傅。第二年，因帝思旧臣，再拜为侍中。
唐肃宗、唐代宗曾下诏晋卿摄冢宰，皆因固辞。晚年行走困難，代宗特意在延英殿召見苗晉卿，以示優禮，稱“延英對”，《新唐書》說“宰臣對小延英，自晉卿始。”。肅宗崩，以首辅居摄政三日。永泰元年（765年）四月，晋卿逝世，享年八十一，追赠太师。初谥懿献，因对元载有旧恩，改谥文贞。大历七年（772年），令配享肃宗庙庭。晉卿之子苗發，有詩名，為“大歷十才子”之一。

## 子孙
- 有十子
- 苗收，太子通事舍人
- 苗發，駕部員外郎
- 苗丕，河南少尹
- 苗堅
- 苗粲，給事中
  - 苗眈，字毅臣
- 苗稷
  - 苗詹，字浚源
- 苗垂
- 苗向
- 苗昌，戶部員外郎
  - 苗繘
    - 苗澥，字德廣

  - 苗約
  - 苗纘

## 延伸阅读
[在维基数据编辑]
 在维基文库阅读此作者作品
 《舊唐書/卷113》，出自刘昫《舊唐書》
 《新唐書/卷140》，出自《新唐書》